# RB Omiya Ardija
Il RB Omiya Ardija (RB大宮アルディージャ?, Arubi Ōmiya Arudīja), noto fino al 2024 solo come Omiya Ardija, è una società calcistica giapponese con sede a Saitama. Dal 2025 milita in J2 League, la seconda serie del campionato giapponese di calcio.

## Storia
Il club è stato fondato nel 1964 a Saitama dalla compagnia NTT. Il nome Ardija, derivante dallo spagnolo ardilla (scoiattolo), è legato alla larga diffusione del piccolo roditore nella regione in cui è situata la città.
L'Omiya prese parte al campionato di seconda divisione della J League nel 1999, permanendo nella categoria fino al 2004, anno in cui ottenne la promozione nella massima serie nipponica.
Nel 2014, dopo dieci stagioni disputate in prima divisione, gli Scoiattoli non riuscirono tuttavia ad evitare la retrocessione in cadetteria. L'anno seguente, sotto la guida tecnica di Hiroki Shibuya, il club vinse il campionato, conquistando nuovamente la J1 League. Il 2016 fece registrare il miglior piazzamento nella storia dell'Omiya, che concluse la stagione al quinto posto. La stampa locale esaltò il gioco proposto dal tecnico, paragonato a quello espresso dall'Atletico Madrid di Diego Simeone.
L'annata successiva segnò, però, l'inizio del declino del team di Saitama, che retrocesse nuovamente, chiudendo il campionato in ultima posizione. Dopo sei anni in J2 League, retrocesse ancora al termine della stagione 2023.
Nell'estate 2024, l'azienda austriaca Red Bull acquistò dal Nippon Telegraph and Telephone il 100% delle azioni del club e il 6 novembre successivo, tramite un comunicato, annunciò il cambio di nome societario in RB Omiya Ardija con conseguente introduzione di un nuovo logo.

## Strutture
Lo stadio di casa dell'Omiya è il NACK5 Stadium Ōmiya. Il club ha talvolta disputato le sfide interne anche al Kumagaya Rugby Stadium.

## Allenatori
- 1992-1996  Takashi Shimizu
- 1997-1998  Norio Sasaki
- 1998-1999  Pim Verbeek
- 2000-2001  Toshiya Miura
- 2002  Henk Duut
- 2003  Masaaki Kanno
- 2003  Eijun Kiyokumo
- 2004-2006  Toshiya Miura
- 2007  Robert Verbeek
- 2007  Satoru Sakuma
- 2008-2009  Yasuhiro Higuchi
- 2009-2010  Chang Woe-ryong
- 2010-2012  Jun Suzuki
- 2012-2013  Zdenko Verdenik
- 2013  Tsutomu Ogura
- 2014  Kiyoshi Okuma
- 2014-2017  Hiroki Shibuya
- 2017  Akira Ito
- 2017-2019  Masatada Ishii
- 2019-2021  Takuya Takagi
- 2021  Ken Iwase
- 2021-2022  Masahiro Shimoda
- 2022-2023  Naoki Soma
- 2023-2024  Masato Harasaki
- 2024-Oggi  Tetsu Nagasawa

## Palmarès

### Competizioni nazionali
- J2 League: 1

2015
- J3 League: 1

2024

### Altri piazzamenti
- J2 League:

Secondo posto: 2004
Terzo posto: 2019

## Rivalità
La rivalità principale contrappone l'Omiya all'Urawa Reds: le sfide tra le due compagini sono note come "Saitama Local Derby".

## Organico

### Rosa 2023
Rosa e numerazione aggiornate al 29 maggio 2023.
| N. |                     | Ruolo | Calciatore             |
| -- | ------------------- | ----- | ---------------------- |
| 1  | Giappone (bandiera) | P     | Takashi Kasahara       |
| 3  | Giappone (bandiera) | D     | Shūto Okaniwa          |
| 5  | Giappone (bandiera) | D     | Niki Urakami           |
| 6  | Giappone (bandiera) | C     | Hisashi Ōhashi         |
| 7  | Giappone (bandiera) | C     | Masato Kojima          |
| 8  | Giappone (bandiera) | C     | Hiroki Kurimoto        |
| 9  | Giappone (bandiera) | A     | Seiya Nakano           |
| 13 | Giappone (bandiera) | A     | Rin Yamazaki           |
| 14 | Giappone (bandiera) | C     | Hidetoshi Miyuki       |
| 15 | Giappone (bandiera) | C     | Keisuke Ōyama          |
| 16 | Giappone (bandiera) | C     | Toshiki Ishikawa       |
| 17 | Giappone (bandiera) | D     | Ryō Shinzato           |
| 19 | Brasile (bandiera)  | A     | Rodrigo Luiz Angelotti |
| 22 | Giappone (bandiera) | D     | Rikiya Motegi          |
| 23 | Giappone (bandiera) | A     | Kiichi Yajima          |

| N. |                     | Ruolo | Calciatore         |
| -- | ------------------- | ----- | ------------------ |
| 25 | Giappone (bandiera) | D     | Yūtarō Hakamata    |
| 28 | Giappone (bandiera) | A     | Takamitsu Tomiyama |
| 31 | Giappone (bandiera) | C     | Raisei Abe         |
| 32 | Giappone (bandiera) | C     | Fumiya Takayanagi  |
| 33 | Giappone (bandiera) | A     | Keisuke Muroi      |
| 34 | Giappone (bandiera) | D     | Rio Ōmori          |
| 35 | Giappone (bandiera) | P     | Yūta Minami        |
| 37 | Giappone (bandiera) | D     | Kaishin Sekiguchi  |
| 38 | Giappone (bandiera) | D     | Shun'ya Suzuki     |
| 39 | Giappone (bandiera) | A     | Jin Izumisawa      |
| 40 | Giappone (bandiera) | P     | Kō Shimura         |
| 46 | Giappone (bandiera) | D     | Masato Nuki        |
| 48 | Giappone (bandiera) | C     | Masaya Shibayama   |
| 49 | Giappone (bandiera) | A     | Tomoya Ōsawa       |
| 50 | Giappone (bandiera) | P     | Manafu Wakabayashi |